# Julio Iglesias
Pour les articles homonymes, voir Iglesias.
Julio José Iglesias de la Cueva, mieux connu sous le nom de Julio Iglesias [ˈxuljo iˈɣlesjas], né le 23 septembre 1943 à Madrid (Espagne), est un chanteur espagnol. 
Fort de ses cinquante années de carrière ininterrompues, Julio Iglesias est le chanteur latino ayant vendu le plus d'albums au monde. Au total, le chanteur a enregistré plus de quatre-vingts albums chantés en quatorze langues et a reçu plus de 2 600 disques d'or et de platine au cours de sa carrière.

## Biographie

### Origines et enfance
Julio Iglesias est né à Madrid le 23 septembre 1943 dans l'ancienne maternité de la rue Mesón de Paredes. Issu d'une famille bourgeoise catholique, il est le fils aîné de Julio Iglesias Puga (1915-2005), gynécologue attitré de la bonne société, et de María del Rosario de la Cueva y Perignat (1919-2002). Il partage son enfance avec son frère Carlos Luis. Du côté paternel, il est d'ascendance galicienne. Ses grands-parents paternels s'appelaient Manuela Puga Noguerol (1888-1965) et Ulpiano Iglesias Sarria (1876-1956). Dans sa famille maternelle, son grand-père José María de la Cueva y Orejuela (1887-1955) était un journaliste andalou et sa grand-mère s'appelait Dolores de Perignat y Ruiz de Benavides, originaire de Guayama, à Puerto Rico. L'île appartenait à l'Espagne avant la guerre hispano-américaine.

### Jeunesse et études
À l'âge de 14 ans, il devient gardien de but chez les jeunes du Real Madrid Club de Fútbol (es), l'une des équipes affiliées des catégories inférieures du Real Madrid. Il partage son maillot avec Pedro de Felipe et Luis Costa. Alternant le football avec des études de droit à l'Université de Madrid, il souhaite réaliser une carrière de footballeur professionnel, ou éventuellement devenir diplomate pour suivre les traces de son oncle, le marquis de Perinat, ou de son cousin, ambassadeur à Londres depuis 20 ans. Il parvient à intégrer l'équipe réserve du Real Madrid à dix-neuf ans mais est victime d'un grave accident de voiture en 1962. Il ne reprend ses études de droit à l'Université de Murcie que dans les années 1990. En juin 1993, il termine ses études de droit international privé à l'Université Complutense de Madrid.

### Accident, récupération et voyage en Angleterre
Le 22 septembre 1962, à 2 heures du matin, Julio Iglesias et trois amis sont victimes d'un accident de la route après une soirée de divertissement. Julio Iglesias subit une compression de la colonne vertébrale qui le rendra paralysé des jambes pendant un an et demi, ce qui le contraindra à renoncer au football. C'est pendant sa longue convalescence qu'il apprend à jouer de la guitare, en guise de thérapie pour exercer ses doigts et passer le temps. La pratique de cet instrument fait naître la passion de la musique. C'est à cause du manque d'équilibre à la suite de cette paralysie, qu'il évoluera les yeux fermés en se caressant le ventre afin de mieux se repérer sur scène.
Une fois rétabli, il reprend ses études et se rend à Londres pour apprendre l'anglais, tout d'abord à Ramsgate, puis à la Bell's Language School de Cambridge. Certains week-ends, il chante dans un pub, le Air Port Pub, des chansons populaires à l'époque par Tom Jones, Engelbert Humperdinck et The Beatles. C'est là, à Cambridge, qu'il vit sa première histoire d'amour avec Gwendolyne Bollore, étudiante française qui lui inspire l'une de ses chansons les plus célèbres, Gwendolyne. En 1968, il remporte le festival de Benidorm et enregistre son premier single.

### Consécration mondiale

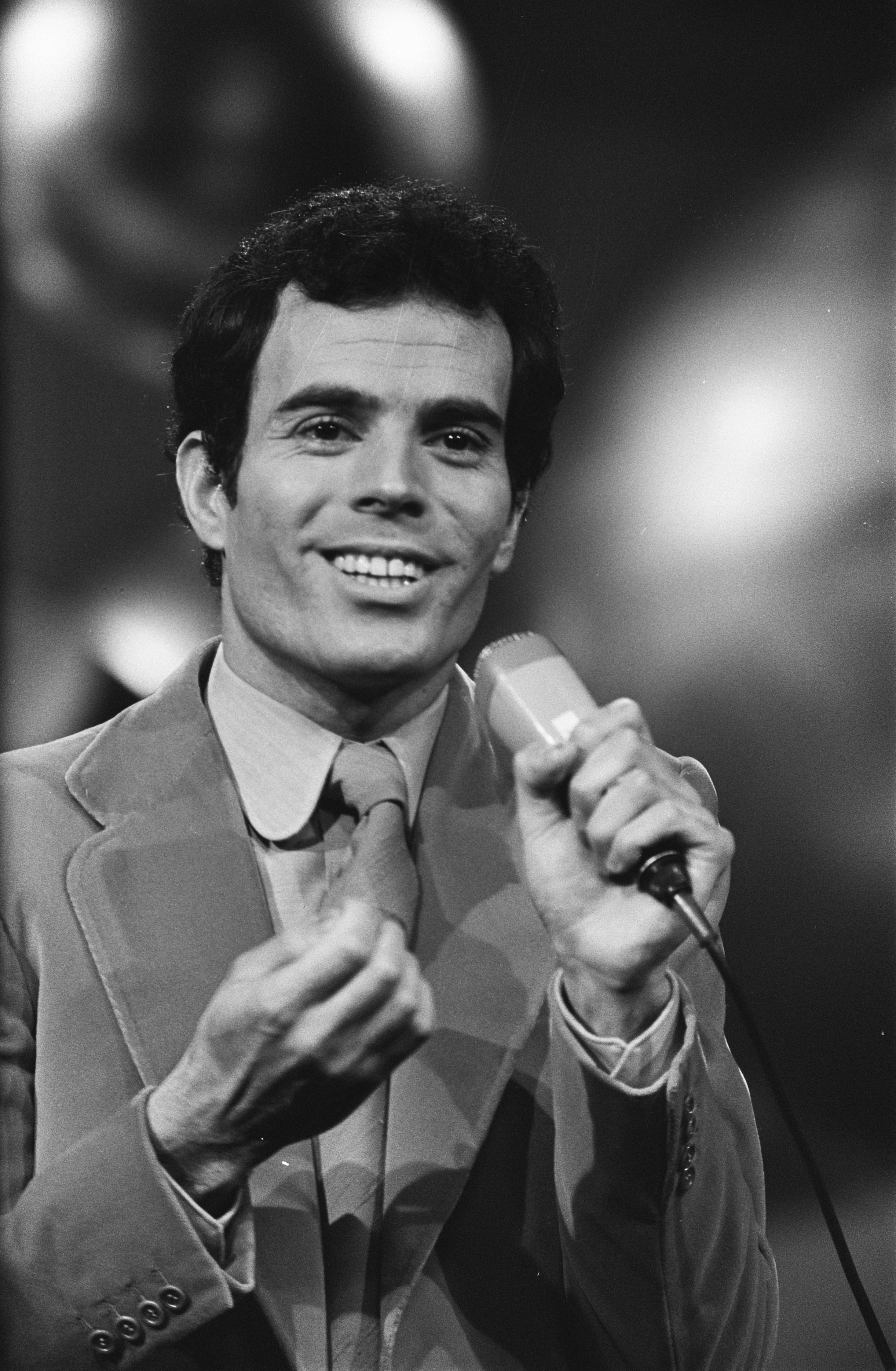
Julio Iglésias lors du concours Eurovision de la chanson en 1970

Il participe en 1970 au Concours Eurovision de la chanson et arrive 4e avec 8 points. Il y interprète une chanson intitulée Gwendolyne.
Julio Iglesias chante en français, anglais, espagnol, italien, allemand, portugais et  galicien.
Vers 1977, il signe avec CBS (via CBS France) le plus gros contrat de chanteur non américain. Suit alors la période de ses plus grands succès internationaux avec lesquels il atteint la consécration mondiale. Le 29 décembre 1981, son père est enlevé par un commando d'ETA qui le libère après deux semaines de captivité. Julio part alors s'exiler à Miami où il s'est fait construire une vaste propriété à Indian Creek en 1978. C'est alors qu'il commence ses nombreux duos.
En 2015, il annonce son retrait des studios.

### Évasion fiscale
Julio Iglesias est cité en novembre 2017 dans l'affaire des Paradise Papers (évasion fiscale).
En octobre 2021, son nom est cité dans les Pandora Papers.

### Vie personnelle
Julio Iglesias est un crooner connu pour ses ballades romantiques s'adressant directement au public féminin. La presse people prête au chanteur au physique de latin lover à la voix de velours, de nombreuses conquêtes (Priscilla Presley, Bianca Jagger, Brooke Shields, Diana Ross, Debbie Dickinson (en)) et une vie amoureuse tumultueuse. 
Julio Iglesias s'est marié à Marbella, le 24 août 2010 avec Miranda Rijnsburger (née en 1965), qui est la mère des cinq plus jeunes enfants de Julio, il a eu trois enfants avec sa première épouse, Isabel Preysler.
Ses fils, Enrique Iglesias et Julio Iglesias Jr, sont également chanteurs. Sa fille Chabeli Iglesias, aînée de ses huit enfants, est journaliste. Ses autres enfants sont Miguel (né en 1997), Rodrigo (né en 1999), Victoria et Cristina (jumelles, née en 2001) et Guillermo (né en 2007).
Javier Sanchez-Santos (né en 1975), fils de la danseuse portugaise Maria Edite Santos, aurait été reconnu par la justice espagnole comme neuvième enfant de Julio Iglesias. La filiation, que le père putatif n'a jamais reconnue, a été attribuée le 10 juillet 2019 par le tribunal de Valence après une bataille juridique qui a commencé en 1992. Le juge s'est en particulier fondé sur la ressemblance physique entre Julio Iglesias et l'enfant, sur la proximité entre Maria Edite Santos et Julio Iglesias neuf mois avant la naissance de l'enfant, et sur les trois refus de Julio Iglesias de se prêter à un test de paternité. Julio Iglesias se pourvoit en appel, en plus d'un recours du Ministère public, qui considère que les procédures antérieures effectuées par la mère ne permettaient plus au fils une requête concernant les mêmes faits. Le Tribunal suprême espagnol décide que la plainte de Sanchez est infondée et le condamne aux dépens en avril 2021.

## Distinction
En 2007, le Président de la République française Nicolas Sarkozy le fait Chevalier de la Légion d'honneur. 
En 2009, Julio Iglesias reçoit la Médaille d'or du mérite des beaux-arts par le ministère de l'Éducation, de la Culture et des Sports.

## Ventes de disques

### Ventes certifiées
Dans une dizaine de pays correspondant en partie aux principaux marchés du disque, les ventes certifiées de Julio Iglesias s'élèvent à plus de 17,64 millions d'albums et de singles tout au moins. De 1965 à 1984, les ventes nettes de retour constatées dans les services de royalties par les distributeurs s'élèvent au moins à plus de 5 millions d'exemplaires en France. Depuis les années 1990, le Syndicat National de l'édition Phonographique aura certifié nombre de ses disques, représentant au total 3,2 millions d'exemplaires.
| Pays                    | Périodes       | Certifications obtenues                                        | Certifications obtenues                                        | Certifications obtenues                                        | Certifications obtenues                                        | Ventes d'albums certifiées | Ventes de singles certifiées | Ventes confondues |
| ----------------------- | -------------- | -------------------------------------------------------------- | -------------------------------------------------------------- | -------------------------------------------------------------- | -------------------------------------------------------------- | -------------------------- | ---------------------------- | ----------------- |
| Pays                    | Périodes       | Argent                                                         | Or                                                             | Platine                                                        | Diamant                                                        | Ventes d'albums certifiées | Ventes de singles certifiées | Ventes confondues |
| Allemagne               | depuis 1983    | -                                                              | 1                                                              | -                                                              | -                                                              | 250 000                    | -                            | 250 000           |
| Australie               | depuis 1997    | -                                                              |                                                                | 1                                                              | -                                                              | 70 000                     | -                            | 70 000            |
| Brésil                  | depuis 1990    | -                                                              | 7                                                              | 6                                                              | -                                                              | 1 475 000                  | -                            | 1 475 000         |
| Canada                  | depuis 1980    | -                                                              | 11                                                             | 8                                                              | -                                                              | 1 050 000                  | 15 000                       | 1 065 000         |
| États-Unis              | depuis 1991    | -                                                              | 5                                                              | 32                                                             | -                                                              | 8 880 000                  | 1 000 000                    | 9 880 000         |
| Espagne                 | depuis 2003    | -                                                              | 2                                                              | 2                                                              | -                                                              | 380 000                    | -                            | 380 000           |
| France                  | depuis 1990    | -                                                              | 4                                                              | 6                                                              | 1                                                              | 3 200 000                  | -                            | 3 200 000         |
| France (ventes réelles) | de 1965 à 1984 | Ventes nettes de retour constatées dans les services royalties | Ventes nettes de retour constatées dans les services royalties | Ventes nettes de retour constatées dans les services royalties | Ventes nettes de retour constatées dans les services royalties | 1 450 000                  | 3 650 000                    | 5 100 000         |
| Italie                  | depuis 2009    | -                                                              | 1                                                              | -                                                              | -                                                              | 30 000                     | -                            | 30 000            |
| Mexique                 | depuis 1999    | -                                                              | 1                                                              | -                                                              | -                                                              | 75 000                     | -                            | 75 000            |
| Royaume-Uni             | depuis 1988    | 7                                                              | 4                                                              | 1                                                              | -                                                              | 720 000                    | 500 000                      | 1 220 000         |
| TOTAL                   | depuis 1983    | 7                                                              | 36                                                             | 56                                                             | 1                                                              | 17 580 000                 | 5 165 000                    | 22 745 000        |

### Ventes annoncées
Les ventes françaises du chanteur sont estimées à près de 12 millions de copies.
En 2012 le chanteur se voit décerner par sa maison de disque SONY un prix couronnant les 23 millions de disques qu'il aurait vendus en Espagne. Ce qui fait de lui le chanteur ayant vendu le plus de disques en Espagne. Toutefois cette distinction demeure seulement honorifique n'étant pas décernée par un organisme officiel.
En 2013, Julio Iglesias reçoit un certificat du Guinness World Records pour avoir vendu plus de 250 millions de disques, ce qui en fait l'artiste latino ayant vendu le plus de disques dans le monde.

## Chansons

### Principaux succès
- Je n'ai pas changé
- Pauvres Diables (Pobre diablo) qui sera reprise par Johnny Hallyday, puis par Arno dans la bande originale de Les Garçons et Guillaume, à table !.
- Me olvidé de vivir, reprise en espagnol de la chanson du répertoire de Johnny Hallyday J'ai oublié de vivre, composée par Jacques Revaux et écrite par Pierre Billon
- Ne t'en va pas je t'aime
- Viens m'embrasser
- Il faut toujours un perdant
- Manuela
- J'ai besoin d'un peu d'amour
- Une nuit de carnaval
- Le monde est fou, le monde est beau (A veces tú, a veces yo)
- Où est passée ma bohème
- Por el amor de una mujer (Pelo amor de uma mulher en portugais)
- Un canto a Galicia
- Que no se rompa la noche
- Caballo viejo (Bamboleo)
- To All the Girls I've Loved Before (avec Willie Nelson)
- ¿Y cómo es él?

### Duos
Julio Iglesias a chanté de nombreux duos : Summer Wind avec Frank Sinatra qui le prend sous son aile et le présente comme son fils spirituel, My Love avec Stevie Wonder, My Way / A Mi Manera (avec Paul Anka), To All the Girls I've Loved Before et Spanish Eyes avec Willie Nelson, Un canto a Galicia avec Amália Rodrigues, All of you avec Diana Ross (reprise de Cole Porter), Smoke Gets In Your Eyes avec All-4-One, When You Tell Me That You Love Me avec Dolly Parton, Quizás, quizás, quizás avec Arielle Dombasle, Se que volverás, La Paloma, Cucurucucú paloma avec Nana Mouskouri, La tendresse avec Mireille Mathieu, La vie en rose avec Dalida (reprise d'Édith Piaf, etc.) Dans Quelque chose de France, en 2007, Françoise Hardy interprète Partir quand même avec lui, Que c'est triste Venise avec Charles Aznavour, Moliendo café avec Jeane Manson.
- 2001 : Participation à Todo para ti, chanson de Michael Jackson avec un collectif d'une trentaine de grandes stars.
- 2017 : Participation à El amigo avec Romeo Santos.

## Discographie
Albums studio
- Yo canto (1969)
- Gwendolyne (1970)
- Por una mujer (1972)
- Soy (1973)
- Und das Meer singt sein Lied (1973)
- A flor de piel (1974)
- Ich schick' dir eine weiße Wolke (1974)
- Ein Weihnachtsabend mit Julio Iglesias (1974)
- A México (1975)
- El amor (1975)
- America (1976)
- Se mi lasci, non vale (1976)
- Schenk mir deine Liebe (1976)
- A mis 33 años (1977)
- Sono un pirata, sono un signore (1978)
- Emociones (1978)
- Aimer la vie (1978)
- Innamorarsi alla mia età (1979)
- À vous les femmes (1979)
- Hey! (1980)
- Sentimental (1980)
- Amanti (1980)
- De niña a mujer (1981)
- Fidèle (1981)
- Zartlichkeiten (1981)
- Minhas canções preferidas (1981)
- Momentos (1982)
- Momenti (1982)
- Et l'amour créa la femme (1982)
- 1100 Bel Air Place (1984)
- Libra (1985)
- Un hombre solo (1987)
- Tutto l'amore che ti manca (1987)
- Non Stop (1988)
- Raíces (1989)
- Starry Night (1990)
- Calor (1992)
- Anche senza di te (1992)
- Crazy (1994)
- La carretera (1995)
- Tango (1996)
- Noche de cuatro lunas (2000)
- Ao meu Brasil (2001)
- Una donna può cambiar la vita (2001)
- Divorcio (2003)
- En français... (2004)
- L'homme que je suis (2005)
- Romantic Classics (2006)
- Quelque chose de France (2007)
- 1 (2011)
- México (2015)
- México & Amigos (2017)

## Filmographie
- 1969 : La vida sigue igual d'Eugenio Martín

## Publications
- Entre le ciel et l'enfer   Livre de souvenirs   Traduction française  Editions IGE (1981)